# ماكس ماتا
ماكس ماتا (بالإنجليزية: Max Mata)‏ هو لاعب كرة قدم نيوزيلندي، ولد في 10 يوليو 2000 في أوكلاند في نيوزيلندا. لعب مع نادي غراسهوبر زيوريخ.

## وصلات خارجية
- ماكس ماتا على موقع الاتحاد الدولي (مؤرشف)  (الإنجليزية)
- ماكس ماتا على موقع قاعدة بيانات كرة القدم.إي يو (الإنجليزية)
- ماكس ماتا على موقع ناشيونال فوتبول تيمز (الإنجليزية)
- ماكس ماتا على موقع Soccerway.com (الإنجليزية)
- ماكس ماتا على موقع عالم كرة القدم.نت (الإنجليزية)